# Trial by Fire: Live in Leningrad
Albums de Yngwie Malmsteen
Odyssey
(1988) Eclipse
(1990)
Trial by Fire: Live in Leningrad est le premier album live du guitariste suédois Yngwie Malmsteen. Il est sorti le 17 octobre 1989 sur le label Polydor Records et a été produit par Yngwie Malmsteen. 

## Historique
Cet album fut enregistré lors des dix concerts qu'Yngwie Malmsteen donna au Complexe sportif et scénique Lénine à Léningrad du premier au dix février 1989. Cette tournée de promotion de l'album Odyssey fut un succès, Malmsteen vendant plus de quarante mille tickets pour ces dix show. À la suite de cette tournée la presse russe décernera à Malmsteen le titre de meilleur guitariste de l'ouest. 
D'après Jens Johansson (claviers), l'intégralité de l'album a été réenregistré en studio, hormis la batterie.
Cet album se classa à la 31e place des charts suédois et à la 128e place du Billboard 200 aux États-Unis.

## Liste des titres
| No  | Titre                                           | Paroles          | Musique   | Durée |
| --- | ----------------------------------------------- | ---------------- | --------- | ----- |
| 1.  | Liar                                            | Yngwie Malmsteen | Malmsteen | 3:56  |
| 2.  | Queen in Love                                   | Malmsteen        | Malmsteen | 3:55  |
| 3.  | Deja Vu                                         | Joe Lynn Turner  | Malmsteen | 4:05  |
| 4.  | Far Beyond the Sun                              | (instrumental)   | Malmsteen | 8:17  |
| 5.  | Heaven Tonight                                  | Turner           | Malmsteen | 4:27  |
| 6.  | Dreaming (Tell Me)                              | Turner           | Malmsteen | 6:34  |
| 7.  | You Don't Remember, I'll Never Forget           | Malmsteen        | Malmsteen | 6:04  |
| 8.  | Guitar Solo (Trilogy Suite Op: 5/Spasebo Blues) | (instrumental)   | Malmsteen | 10:16 |
| 9.  | Crystal Ball                                    | Turner           | Malmsteen | 6:03  |
| 10. | Black Star                                      | (instrumental)   | Malmsteen | 6:09  |
| 11. | Spanish Castle Magic                            | Jimi Hendrix     | Hendrix   | 6:44  |

## Musiciens
- Yngwie Malmsteen : guitares, pédales basse, chœurs
- Joe Lynn Turner : chant
- Barry Dunaway : basse, chœurs
- Jens Johansson : claviers
- Anders Johansson : batterie, percussion

## Charts
| Pays       | Durée du classement | Meilleur classement |
| ---------- | ------------------- | ------------------- |
| États-Unis | 8 semaines          | 128e                |
| Suède      | 2 semaines          | 31e                 |